# Tina Lutz
Tina Lutz (Munique, 25 de outubro de 1990) é uma velejadora alemã, medalhista olímpica.

## Carreira
Lutz participou dos Jogos Olímpicos de Verão de 2020 em Tóquio, onde participou da classe 49erFX, conquistando a medalha de prata ao lado de Susann Beucke após finalizar a série de treze regatas com 83 pontos.